# 加藤Gina
加藤Gina（加藤吉娜,加藤 ジーナ,かとう-, 1996年7月18日—）是出身於日本靜岡縣的童星、模特兒。屬於ジュネス企画的一員。
血型是O型。身高133公分。是父親為英國人,母親為日本人的混血兒。特技是合氣道,舞蹈等等。喜歡的學科是數學、英語、理化、音樂。並沒有感到困難的學科。寶物是書本和從父親那裡要到的卡片。曾經擔任過許多雜誌的模特兒。2006年度開始在受歡迎的節目天才兒童MAX擔任TV戰士演出中。 

## 天才兒童MAX
- 在2006年度是所有戰士中年紀最小的,但卻一點都不膽怯,以演出電腦的聲音『喀搭喀搭匹-』(カタカタピー)作為笑料,表現了自己的特色。如同在節目網站上的自我介紹欄中寫著「100%有電！我是電力充沛的Gina」般,展現充滿精神與明朗的一面之外, 還認為自己是「文靜的」,如果說她是「野丫頭」的話就會生氣。
- 在『天TV 女子一輪車部』裡雖然是最年少的成員,但卻負責打氣的任務,她大聲的鼓勵隊友們,讓部員們的精神振奮了起來。另外,也以一輪車部所組成的樂團參加『MTK』。
- 喜歡昆蟲,在出外景時,曾為了打發空閒時間而去捕捉昆蟲。在『這裡是「週刊優克迪爾雜誌」編輯部』中,表示在放學回家的路上都會捉團子蟲來玩。另外還在『半分鐘表演』中,說出「其實我是團子蟲的太太 ！」這個讓觀眾們大吃一驚的告白（當然這是笑料）。
- 在2006年度的『這裡是「週刊優克迪爾」編輯部』中,以「魔法のパジャマ(魔法的睡衣)」為題,穿上動物造型的睡衣並向大家展示。表示每當自己做錯事的時候,只要穿上這件睡衣向母親認錯,就會如魔法般地被原諒。

## 演出作品

### 電視・電影・廣告
- NHK教育 『天才兒童MAX』（2006年4月～演出中）
- 電影 『ミラーマンREFLEX』（2006年） - マリス役
- 双日 『我孫子グランレジデンス』
- 明治製菓 『キシリッシュ ～Air Plane編～』

### PV
- ソニー・ミュージックアソシエイテッドレコーズ  - 星村麻衣 『STAY WITH YOU』
- プロバスト 『グラントゥール有明』

### 雜誌
- 角川書店 『Rumina』創刊号別冊付録『キッズファッション』
- 講談社 『げんき』
- 講談社 『おともだち』
- SSコミュニケーションズ 『セサミ』
- SSコミュニケーションズ 『ヒロセミツハル子供のニット』
- ブティック社 『こどもブティック』
- 小學館『マフィン』

## 外部連結
- 個人簡介*ジュネス企画（页面存档备份，存于）
- 本人網誌
- 愛好者網站